# Salapartiet

Klistermärke med Salapartiets logo

Salapartiet var ett lokalt politiskt parti i Sala kommun. Partiet grundades inför valet 1991 med inriktning som ett ungdomsparti. Större delen av de verksamma medlemmarna kom ur den lokala ungdomsföreningen Team El Gamo. Partiets ledare var Georg Psilander och tack vare hans ledarskap rönte partiet stor framgång i kommunalvalet 1991, då de erövrade fyra av de 49 mandaten i Sala kommunfullmäktige.
Eftersom partiet under mandatperioden 1991-1994 inte verkade som vågmästare (de borgerliga partierna hade 25 mandat) kunde Salapartiet agera utan att behöva välja sida, utan istället verka som en frisk fläkt i det lokala politiska livet. Denna position gjorde att partiets popularitet växte, och när rösterna var räknade efter valnatten 1994 hade partiet erhållit hela sju mandat.
Denna gång stirrade dock den politiska pragmatismen partiet i vitögat; de hade blivit vågmästare, och var tvungna att avgöra huruvida de skulle stödja ett fortsatt borgerligt styre, eller en ny majoritet, som i så fall skulle bestå av Salapartiet, Socialdemokraterna och Vänsterpartiet. Man valde att stödja de borgerliga, vilket förmodligen gjorde en och annan väljare besviken. Valet 1998 backade partiet till tre mandat.
Strax efter valet 1998 tackade partiets starke man, Georg Psilander, för sig och flyttade utomlands. Därigenom tappade partiet mycket av sin dragningskraft, och de fornstora dagarna var definitivt förbi. Valet 2002 renderade endast några hundra röster, och man klarade sig nätt och jämnt kvar i fullmäktige. Inför valet 2006 hade luften gått ur partiet och det upplöstes 2005 efter 14 års verksamhet.

## Valresultat
| År   | Andel röster | Antal mandat |
| ---- | ------------ | ------------ |
| 1991 |              | 4 (av 49)    |
| 1994 |              | 7 (av 49)    |
| 1998 | 5,6 %        | 3 (av 49)    |
| 2002 | 2,7 %        | 1 (av 49)    |